# Neurotic Outsiders
I Neurotic Outsiders furono un supergruppo rock britannico attivo dal 1995 al 1997, e composto da Steve Jones (Sex Pistols), Matt Sorum e Duff McKagan (Guns N' Roses, Velvet Revolver), e John Taylor (Duran Duran). A seguito di un incontro in occasione di una sessione sonora al Viper Room, registrarono nel 1996 l'album omonimo per la Maverick Records, seguito da un tour in Europa e Nord America.
Successivamente si riunirono nell'aprile del 1999, per tre show al Viper Room, e il 7 dicembre 2006 per un'altra performance dal vivo.

## Formazione

### Ultima
- Steve Jones – voce, chitarra solista (1995 - 1997)
- Duff McKagan – voce, chitarra ritmica (1995 - 1997)
- John Taylor – basso, cori (1995 - 1997)
- Matt Sorum – batteria, cori (1995 - 1997)

### Altri membri
- Billy Idol – voce (1995)
- Steve Stevens – chitarra ritmica (1995)

## Discografia
- 1996 - Neurotic Outsiders